# クローディン

タイトジャンクション

クローディン（英語、Claudin）は、細胞間結合の様式の1種である、タイトジャンクション（密着結合）の形成に関わる主要な蛋白質である。タイトジャンクションにおけるストランド形成を担っており、細胞間バリアーを作り出している。2011年までにヒト・マウスで少なくとも24種類のタイプが報告されている。

## 構造
クローディンは分子量が20~27kDa（キロダルトン）の小さな膜蛋白質である。細胞膜を4回貫通しており、N末端とC末端は細胞質側に局在（つまり、クローディンの一次構造の末端部分はいずれも細胞の内側に存在）し、2つの細胞外ループを持っている。1つ目の細胞外ループは、2つ目に比べて長い。また、N末端側は通常、4~10残基と非常に短いのが特徴である。C末端側の長さは21残基から63残基であり、クローディンが密着結合へ局在するのに基本的に必要である。またクローディンの多くは膜裏打ち蛋白質の PDZドメインと結合するためのドメインを有している。

## 機能と疾患
クローディンはタイトジャンクションにおける細胞間バリアーの中心的な働きをしており、生体のホメオスタシスの維持に必須の蛋白質である。また、ヒト・マウスで27種類ものメンバーを有しているが、臓器や組織ごとに発現パターンが異なっており、多様なバリエーションを持っている。例えば、クローディン5のノックアウトマウスでは血液脳関門のバリアー機構が破綻をしている。クローディン16の分子異常は低マグネシウム血症というヒトの遺伝病を引き起こす。また、クローディン14やクローディン9の変異は、ヒトの遺伝性難聴の原因となる。一方で、各種のがんでさまざまなクローディンの発現量が変化することからクローディンが発がんや分化に関与することを期待するような主張も見られるが、確かな実験により証明された例はなく全く受け入れられていない。むしろ、RNAワクチンを用いて積極的にクローディン6を発現させてCAR-Tの標的とする取り組みが奏功しつつある。

### 代謝
クローディンは細胞内で合成された後、直接密着結合に輸送されるのではなく、一度細胞表面に輸送された後で密着結合に向かって移動し、クローディン同士の相互作用を介して密着結合に取り込まれる。培養細胞におけるクローディン5の半減期は90分と非常に短い。クローディン4の半減期は6時間でクローディン2の半減期は9時間である。クローディンの密着結合への局在に脂質修飾であるパルミトイル化が重要という意見もある。

## 発見の経緯
クローディンは1998年に京都大学の月田承一郎らのグループによって報告された。クローディン発見前の1993年、月田らはタイトジャンクションの構築に必須な蛋白質と思われたオクルディン(occludin)を同定していた。しかしながら、オクルディンをノックアウトしてもタイトジャンクションが形成されたことから、他の必須蛋白質の存在が示唆された。そのため、タイトジャンクションの精製過程を見直し、試行錯誤の末、クローディンの発見に至った。クローディンの名前はラテン語のclaudere(閉まるという意味)から名付けられた。

## 立体構造
1998年に月田承一郎、古瀬幹夫らがクローディンを発見して以来、その立体構造は不明であった。一次構造から模式図が作成されていたのみであった。2014年に名古屋大学の藤吉好則、東京大学の濡木理らの共同研究グループにより、世界ではじめてクローディンの立体構造が報告された。彼らはSf9 insect cellという昆虫培養細胞発現系を用いてクローディンの発現と精製を試みた。異なるサブタイプをいくつも試し、マウスのクローディン15が発現量も多く、純度もよく精製することができた。良質な結晶作成のためクローディン機能として最も重要なTJストランド形成に最低限必要な領域のみ残したC末端欠損コンストラクトを作成し、脂質キュービック相法を用いて結晶を作成した。兵庫県の大型放射光施設SPring-8でビームラインBL32XUを用いてX線回折データから2.4オングストローム分解能でクローディン15の結晶構造が得られた。この結果により、クローディンは4回膜貫通型の新規の折りたたみ構造をとること、細胞外領域のβシート構造はクローディンに保存された基本構造であること、クローディンの重合にはECHとTM3-β5との間での保存された疎水的な相互作用が重要であること、クローディン単量体は細胞外に掌を向けたような構造をしていること、細胞外表面領域がTJストランド中のイオン透過経路を作ることが明らかになった。
クローディンは4回膜貫通型の新規の折りたたみ構造をとる
マウスのクローディン15は幅約3nmの大きさの分子であり4回膜貫通型蛋白質である。一次構造ではN末端からTM1、ECS1、ECH、TM2、TM3、ECS2、TM4と配列している。結晶構造からマウスのクローディン15は左巻きの4本ヘリックスバンドルからなる膜貫通領域（TM1-TM4）と2つの細胞外ループ部分が形成するβシート構造領域があることが明らかになった。膜貫通領域（TM1-TM4）にはグリシンやアラニンなどの小さな側鎖を多く含み、ヘリックス同士が固く巻き付いた構造をとっていた。クローディンの膜貫通領域（TM1-TM4）の変位で難聴や低マグネシウム血症などの遺伝子疾患が報告されており4本ヘリックスバンドル構造がクローディンの生理機能に重要と考えられた。
細胞外領域のβシート構造はクローディンに保存された基本構造である
細胞外βシート領域は5本のβストランド（β1-β5）からなり、細胞外第1ループ（ECS1）の一部がβ1-β4として細胞外第2ループ（ECS2）の一部がβ5として含まれており、ひと続きの逆平行βシート構造を形成していた。これまで、細胞外第1ループと細胞外第2ループはそれぞれ別個のループ構造をもつと考えられていたが、実際にはループ構造ではなく、連続した1つの構造ドメインとして合体しているのが明らかになった。このフォールディングに重要なのがECS1中に存在するW-LW-CCという共通モチーフ配列であり、これはすべてのクローディンで保存されている。モチーフ配列中の2つのシステイン残基（Cys52とCys62）は分子内でジスルフィド結合を形成しており、β3とβ4の2つのストランドをつなぐことでβシートを構造を安定化していると考えられる。また、他の保存されたW-LW配列（Trp29、Leu48、Trp49）はβシート領域の根元側から脂質膜界面に突き刺さるように並んで配置しており、ヘリックスバンドル上部の裂け目の間に埋まっていた。この状態はあたかも錨（W-LW側鎖）をおろして細胞膜上にβシート領域を固定しているように見えることから、モチーフ配列は疎水的アンカーとして細胞外領域の構造を安定化するのに寄与しているとわかった。
クローディンの重合にはECHとTM3-β5との間での保存された疎水的な相互作用が重要である
マウスのクローディン15分子は脂質キュービック相結晶中において単量体が横一列に並んだ状態でパッキングしており、隣接する分子間での横方向の相互作用には脂質膜界面に存在する細胞外の特定領域が関与していた。また観察された相互作用部位におけるアミノ酸変異導入とTJストランドの電子顕微鏡観察から、タンデムに隣接するECH（TM2直前の細胞外ヘリックス）とTM3-β5との間での保存された残基同士の疎水的な相互作用がTJストランドの形成に重要であることが示された。したがって結晶中でみられるこの直線上の並びは実際の生体内でみられるTJストランド中のクローディン重合体構造の一部を再現していると考えられる。
クローディン単量体は細胞外に掌を向けたような構造をしている
構造解析の結果、マウスのクローディン15単量体は細胞外第1ループ（ECS1）と細胞外第2ループ（ECS2）による形成される5つのβストランドによって細胞外に掌をむけたような構造をとっている。5つのβシート構造を掌の左手の5本の指に例えるとクローディンは隣り合う細胞間であたかも掌同士が合わさるようにTJの細胞間バリアやチャネルを形成すると予想される。
細胞外表面領域がTJストランド中のイオン透過経路を作る
マウスのクローディン15はカチオン選択的なチャネル型TJを形成する。ECS1中の酸性残基（Asp55、Asp64）がその選択性に寄与している。これらの残基はβシート構造領域の端に偏って位置している。そのためマウスのクローディン-15は細胞外表面領域が負に荷電される。他のクローディンサブタイプにおいても、この細胞外表面電荷がそれぞれのイオン選択性に応じた静電ポテンシャルをもっていることがホモロジーモデルから示された。TJストランド中においてクローディンの形成する掌状の荷電領域が傍細胞経路を覆うように配置することで透過・制限するイオンの選択性に寄与していることが示唆される。

## クローディンバインダー
ウェルシュ菌の食中毒の原因であるウェルシュ菌エンテロトキシン（CPE、Clostridium perfringens enterotoxin）がクローディンと相互作用することが知られている。
ウェルシュ菌が食中毒の原因になることは1953年ホブスにより確認された。ウェルシュ菌A型菌がヒトへの病原性を示す。A型菌はmajor antigenではα毒素のみを産出する。A型菌のうち（組織傷害性毒素とは別に）エンテロトキシンを産出する株によってウェルシュ菌食中毒が起こる。これがヒトへの毒性で頻度が高い。アメリカではサルモネラ中毒、ブドウ球菌食中毒に次いで多く、日本でも原因別患者数で常に上位を占めている。エンテロトキシンはウェルシュ菌の他の毒素とは異なり芽胞を形成するときにだけ産出され栄養型菌の増殖中には産出されない。ウェルシュ菌による食中毒は多量の生菌を含む食物の摂取により起こる。発症の原因は毒素であるが食物中で予め産出された毒素によるものではなく、生菌の摂取が前提になることから本症は感染型食中毒に分類される。ウェルシュ菌エンテロトキシンは芽胞形成時に産出される特徴的な毒素と考えられている。
菌で汚染された食物を加熱調理すると、耐熱性の芽胞は生残していて、調理後の冷却とともに発芽し、食物中に急激に増殖する。食物とともに腸管に達した菌は芽胞を形成する。このときにエンテロトキシンが作られ、菌体の融解に伴って放出される。この毒素が腸管粘膜細胞に作用して症状が発現する。
分離されるウェルシュ菌のうち約5%がCPEを産出する。ほとんどCPE陽性株はA型ウェルシュ菌に分類されるがC型やD型であることも一般的である。変異CPEを産出する菌も認められるがA型、C型、D型のウェルシュ菌が産出するCPE蛋白質のアミノ酸配列は原則として同一と考えられている。E型ウェルシュ菌の産出するCPEは10アミノ酸程度の変異が知られている。
CPEはN末端の細胞障害性領域とC末端の結合領域の2つの機能的ドメインからなるA-B毒素である。1997年にCPE受容体が同定され、1999年にCPE受容体がクローディン-4と同一であることが判明した。

### 遺伝子
A型ウェルシュ菌由来のエンテロトキシン遺伝子（cpe遺伝子）の全塩基配列（GenBank accession no.M98037）はすでに報告されている。cpe遺伝子は染色体上またはプラスミド上に存在する。ヒトの食中毒事例に由来するcpe遺伝子の大部分は染色体上にある。かつてはヒトの食中毒事例では染色体上、家畜から分離される場合はプラスミド上と考えられていた。

### 構造と物理化学的性状
CPEは319アミノ酸からなる分子量35317Da、等電点4,3、易熱性の蛋白質である。活性発揮のためにプロテアーゼによる切断などの翻訳後プロセシングは必要とされない。しかし、トリプシン処理によりN末端側25アミノ酸を切断することにより、活性が数倍上昇する。アミノ酸配列上、他の細菌由来のPore-forming toxin（孔形成毒素）との相同性は認められない。例外としてアミノ酸配列の相同性がボツリヌス菌が産出するAntp70/C1蛋白質との間にわずかに認められるがその意義は明らかになっていない。
CPE分子の186番目の位置にシステイン残基が1つ存在する。CPEはこのシステイン残基をはさんでN末端側とC末端側の機能ドメインに分割可能である。C末端断片は感受性細胞表面に発現する受容体への結合ドメインが存在し、N末端断片には細胞障害性発揮のために必要なドメインが含まれている。active domainとbinding domainに分かれるA-B型毒素に分類される。CPEは電気泳動の際に、ドデシル硫酸ナトリウム（SDS）を加えて、変性条件下におくことにより、高分子量の自己凝集体を形成する。C末端ドメイン（アミノ酸186～319）は単一バンドとして電気泳動されることから、自己凝集活性はNドメインにあると考えられている。その後の研究ではアミノ酸290~319のC末端断片でもCPE受容体と結合した。またC-CPE184-319の変異体を用いた研究ではY306、Y310、Y312、L315などがCPEとCPE受容体の結合に重要な役割を果たすことがわかった。C-CPE184-319のC末端の16アミノ酸を欠失させたC-CPE303はクローディン-4とC-CPEは相互作用できなくなった。大阪大学の近藤らはC-CPE184-319のC末端の16アミノ酸をそれぞれ置換することでドメイン・マップを作成した。その結果から作成されたC-CPE変異体のひとつであるC-CPEY306A/L315Aはクローディン4との結合が弱いだけではなく、多くのクローディン・ファミリーとも結合が弱いため、C-CPEを用いた実験で陰性対照群としてしばしば用いられる。
CPEの構造は2011年にSPring-8でビームラインBL44XUを用いて結晶構造解析されている。

### 生物活性
生物活性としては細胞膜への小孔形成、小孔形成による膜透過性の変化と細胞の形態変化、細胞死が知られている。これらの細胞に対する毒性は、実験的には腸管のみならず、腎臓、肝臓などに由来する上皮系培養細胞で認められた。多くの膜孔形成性毒素が細胞膜に存在するコレステロールなどの脂質を受容体とし、比較的広範囲の細胞種に対して作用するのに対してCPEは腸管、腎臓、肝臓などに由来する上皮系細胞に対してのみ作用することが古くから知られていた。1990年代にCPE受容体とよばれる4回膜貫通型蛋白質が同定された。後にCPE受容体はタイトジャンクションを形成するクローディン・ファミリータンパクの一つであることが明らかにされた。クローディン・ファミリーのうちCPE受容体と証明されているものはクローディン3、4、6、8、14である。クローディン1、2、5、10は通常の病態生理学的に想定される毒素濃度ではCPEと結合しない。CPEの一部であるC-CPE（C末端CPE）はクローディンバインダーとして知られている。C-CPEはマウスにおいて大量投与した場合は肝障害を示すことが報告されている。

### 作用機構
CPEの上皮細胞への作用機構は以下の3つのプロセスからなる。すなわち、標的細胞への結合、細胞膜上の多量体化、細胞膜への孔形成というプロセスが必要である。上皮経細胞のクローディンに結合するが、この結合はキメラクローディンを用いた研究ではECS-2の領域が重要と言われていた。その後の構造生物学的な検討ではECS-1とECS-2の両方との相互作用が重要であるとわかった。具体的にはECS-1を構成するA39からI41がC-CPEとCPE受容体の結合に重要であることがわかった。しかしECS-1のこの部分の配列はCPE感受性のないクローディンでも保存されているため、変異体ではないクローディン・ファミリーにおいてはECS-2のアミノ酸配列でCPE感受性が決まっている。クローディンに接着したCPEは細胞膜上で多量体を形成する。CPEは単量体では可溶であるが多量体では膜蛋白質となるため大きな構造変化があると考えられている。多量体形成後に細胞膜に孔を形成しカルシウムイオンを流入させることで細胞死を起こす。

### C-CPEとクローディンとの複合体の構造解析

#### 方法
名古屋大学と大阪大学の共同研究チームはC-CPEとクローディンとの複合体の構造を明らかにすることでC-CPEとクローディンとの詳細な相互作用機構およびC-CPEによるTJストランドの崩壊機構を明らかにしようとした。構造解析に適したクローディンサブタイプのスクリーニングを行った。緑色蛍光蛋白質であるEGFPを融合させたマウスのクローディン27種類をSf9 insect cell（昆虫細胞）で発現させてC-CPEとの結合を蛍光検出ゲルろ過クロマトグラフィー（FSEC）で評価した。網羅的に解析した結果、末梢神経系の髄鞘で主に働くクローディン-19がC-CPE結合能を持つということがはじめて明らかになった。さらにクローディン-19を安定的に発現するSF-7細胞（マウスの精巣のセルトリ細胞由来の上皮様細胞）にTJを形成させた後、C-CPEを加え、TJストランドの崩壊が起こるかどうかを確認した。その結果、クローディン-19からなるTJストランドがC-CPE添加によって崩壊するこということが蛍光顕微鏡観察および凍結割断レプリカ法による電子顕微鏡観察で確認できた。このクローディン-19は安定でもあったため複合体の構造解析に適しているサブタイプとして選別した。
このクローディン-19とC-CPEをそれぞれ、昆虫細胞発現系、大腸菌発現系によって大量発現・精製し、それらを混合することによって、C-CPE/クローディン-19複合体を形成させた。蒸気拡散法で結晶化を試みた。このときクローディン-19のC末端は欠損させた。兵庫県の大型放射光施設SPring-8でビームラインBL32XUを用いてX線回折データから3.7オングストローム分解能でC-CPE/クローディン-19複合体の結晶構造が得られた。

#### 結合様式
得られた複合体の結晶構造においてC-CPEはクローディン-19の細胞外領域と相互作用して結合していた。複合体中のクローディン-19の構造をC-CPE非感受性のクローディン-15の構造と比較したところ、基本的にはほぼ同じ構造をとっていた。しかしC-CPEが結合したクローディン-19では、細胞外領域のひと続きのβシート構造が2つに分割されたようになった。掌モデルで考えると、C-CPEが結合したクローディン-19ではこの掌がC-CPE側を向いており、C-CPEと相互作用をしている箇所は人差し指、中指、親指（β1、β2、β5）のみであるため、あたかも3本の指先でC-CPEを掴んでいるようにみえる。これまでにC-CPE感受性を決めていると考えられてきたβ5付近の細胞外領域はC-CPEとぴったりと接着しており、形状の相補関係からも特異的に結合を形成している。過去の報告ではβ1領域やβ2領域はC-CPEと相互作用しないとされていたが今回の構造解析ではβ1、β2領域もC-CPEと相互作用し結合していた。クローディン-19のアミノ酸残基に変異を導入したクローディン-19変異体を発現させ、蛍光ゲルクロマトグラフィーによって解析を行った。その結果でもC-CPEとの結合にはβ5付近の領域だけではなく、β2領域も重要であることが明らかになった。
また、C-CPE結合性であるクローディンサブタイプ間のアミノ酸配列の保存性とC-CPEとクローディン-19との結合に重要であった残基がほとんど一致していたことから、C-CPEとクローディンの結合様式はサブタイプ間でほとんど同じであると考えられた。

#### TJストランドの崩壊モデル
C-CPEが結合していないクローディン-15のストランド状の結晶構造とC-CPEが結合したクローディン-19の結晶構造を比較することでC-CPEの結合によるTJストランドの崩壊機構が考察できる。
- ストランド形成に重要な細胞外領域の短いヘリックス（ECH）の構造が消失すること
- 掌モデルで親指に見立てたβ5を含むECS2領域の構造変化
- 結合したC-CPEが隣のクローディン分子とぶつかる

上記の3点によりクローディンの重合が阻害されてストランド形成ができなくなると考えられている。

### C-CPEとクローディンの相互作用の場
MDCK細胞ではC-CPEは頂端側（apical）に添加するより側底側（basolateral）に添加したほうがTERの低下が著明であった。クローディンは細胞内で合成された後、直接密着結合に輸送されるのではなく、一度細胞表面に輸送された後で密着結合に向かって移動し、クローディン同士の相互作用を介して密着結合に取り込まれる。C-CPEは上皮細胞の密着結合を形成するクローディンよりも密着結合を形成する前の細胞膜上のクローディンと相互作用し密着結合への取り込みを阻害すると考えられている。

### C-CPEとクローディン複合体の分解
CPE感受性のあるクローディンを発現する培養細胞にC-CPEを添加するとイムノブロッティングでクローディン蛋白質の発現が低下することからC-CPEと結合したクローディンは細胞内に取り込まれ分解されると予想された。タイトジャンクションのリモデリングの際にクローディンがエンドサイトーシスで細胞内に取り込まれることが報告されており、クローディンとC-CPEの複合体も同様に細胞内に取り込まれ分解されると考えられている。

### クローディンバインダーの臨床応用
クローディンバインダーは悪性腫瘍の治療薬、吸収促進薬、炎症性腸疾患治療薬、ワクチン開発、C型肝炎治療薬としての応用が期待されている。
悪性腫瘍の治療薬
クローディンのいくつかのタイプは一部の悪性腫瘍において発現が変化することが知られている。異所的に発現したクローディンを目印として診断や治療に応用する取り組みが行われている。例えば、CPEが膵臓癌に対して抗腫瘍活性を示すことからクローディンを標的とした悪性腫瘍の治療が提唱されている。また毒性を持たないC-CPEはがん診断プローブとしても利用することができる可能性がある。クローディン18アイソフォーム2に対する抗体IMAB362は胃がんに対して臨床試験が行われている。クローディンが発がんやがんの悪性化を制御するという主張は数多くみられるが、そうした仮説は証明されておらず、仮説に基づいた治療法も現在のところ成功していない。
吸収促進薬
CPEのC末端の184-319であるC-CPE184-319はクローディン-3、クローディン-4に作用することが報告されていた。C-CPE184-319は上皮細胞へ作用させると細胞障害性を伴うことなくタイトジャンクションのバリア機能を阻害するため、吸収促進薬として応用可能な可能性があった。昭和薬科大学の近藤、渡辺らはC-CPE184-319がラットの空腸を用いたin site loop assayで分子量4000のデキストラン（FD-4）の吸収促進効果があることを明らかにした。中鎖脂肪酸のカプリン酸（C10）の400倍も効果が認められた。C-CPE184-319の作用は分子量20000を超えると著しく低下した。タイトジャンクションの間隙は0.5nm程度であり、カプリン酸の投与で1.5nmまで開口する。C-CPE184-319投与では2nm程度開口すると推定された。この研究によりクローディンバインダーを利用した吸収促進の概念実証（proof of concept）が確立した。
さらに2007年にAndersonのグループがC-CPE194-319というC-CPE184-319のN末10アミノ酸欠損体を作成した。C-CPE194-319は高い溶解度を示し構造解析が可能であった。大阪大学の近藤、八木らはC-CPE194-319が高い溶解度だけではなくクローディン4への結合、TJストランド消失能力を保持していることを明らかにした。C-CPE194-319を用いてバイオ医薬を非侵襲的に投与できる概念実証を確立した。さらに彼らはクローディン1、2、4、5に結合するC-CPEの変異体であるm19を開発した。protzeらはクローディン5のみに結合する変異体である C-CPE Y306W/S313Hを開発した。C-CPE Y306W/S313HはS313Hの変異によってC-CPE感受性のないクローディン1やクローディン5のECS2とC-CPEの結合ポケットの相互作用が可能になり、結合性が高まる。さらにY306Wの変異が加わるとC-CPEの結合ポケットが小さくなりクローディン5への特異性が高まると考えられる。C-CPE Y306W/S313Hは血液脳関門を通過させる吸収促進薬となる可能性がある。C-CPE Y306W/S313HはゼブラフィッシュではBBB透過性を亢進させるという報告がある。
また大阪大学の近藤らは愛媛大学の竹田らとの共同研究でクローディン5に対する抗体を作成した。この抗体が血液脳関門の脳微小血管内皮細胞の密着結合を制御して中枢神経系への薬物送達を可能にする可能性がある。
C型肝炎治療薬
クローディン1はHCVの感染受容体である。抗クローディン1抗体はHCV感染を阻害する。

## 関連画像

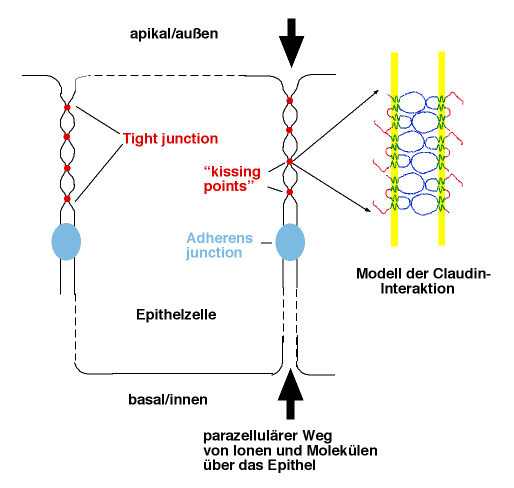
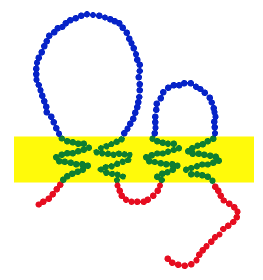
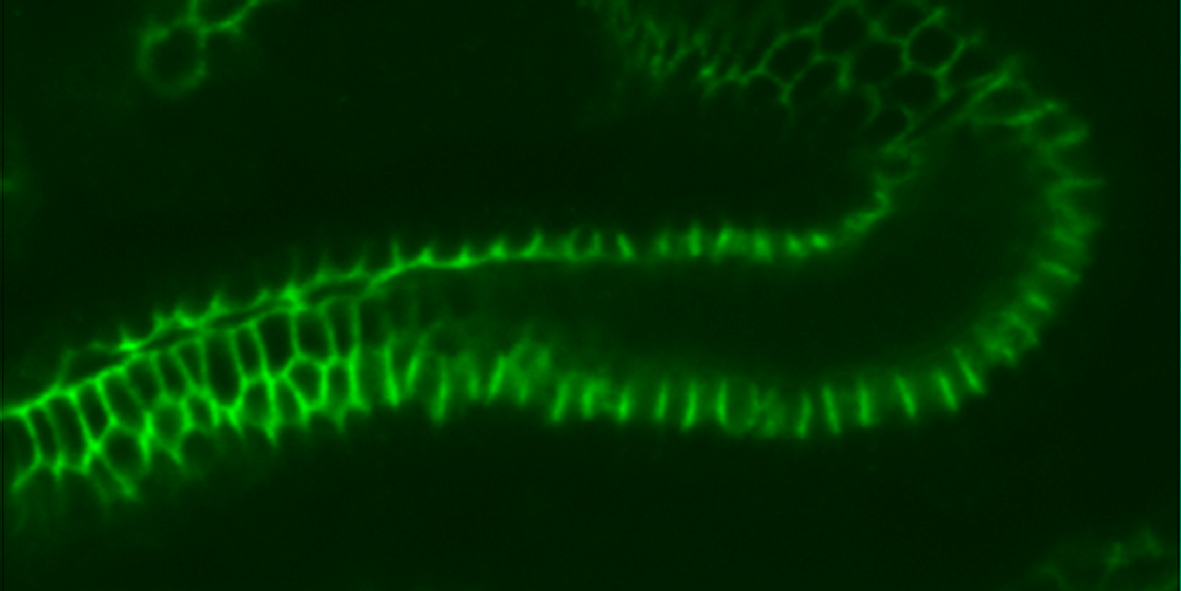